# Nikolaj Markussen
Nikolaj Markussen (Helsinge, Danska, 1. kolovoza 1988.) je danski rukometaš i nacionalni reprezentativac. Igrač je visok 2,11 m i težak 95 kg te trenutno nastupa za domaći TTH Holsebro. Na juniorskom svjetskom prvenstvu 2009. je uvršten u All-Star momčad turnira. Markussen je za seniorsku reprezentaciju debitirao 2010. dok je već za dvije godine s Danskom osvojio europsko prvenstvo.
S Danskom je 2013. godine osvojio srebro na svjetskom prvenstvu u Španjolskoj. Španjolska je u finalu doslovno ponizila Dansku pobijedivši s 35:19. Nikada nijedna momčad nije izgubila s toliko razlikom kao Danci čime je stvoren novi rekord u povijesti finala svjetskog rukometnog prvenstva.
Od posljednjih većih reprezentativnih uspjeha izdvaja se osvajanje svjetskog naslova 2019. gdje je Danska bila jedan od suorganizatora.